# Поляков, Виктор Анатольевич
Ви́ктор Анато́льевич Поляко́в (род. 26 апреля 1953 года, город Щербаков, Ярославская область, РСФСР, СССР) — советский и российский инженер-авиастроитель, заместитель генерального директора — управляющий директор ПАО «ОДК-Сатурн» Объединённой двигателестроительной корпорации, Герой Труда Российской Федерации (2021).

## Биография
Родился 26 апреля 1953 в городе Щербаков (ныне Рыбинск) Ярославской области. В 1975 окончил Рыбинский авиационный технологический институт по специальности "авиационные двигатели". 
Начал работать в Рыбинском производственном объединении моторостроения (в настоящее время НПО «Сатурн»): слесарь-сборщик сборочного цеха № 6, мастер, начальник бюро технического контроля, начальник цеха, начальник отдела материально-технического снабжения предприятия, заместитель коммерческого директора — директором специальных программ, заместитель директора производства по специальным изделиям, директор производства НПО «Сатурн», заместитель управляющего директора по развитию производственной кооперации. С апреля 2015 года – управляющий директор ОАО «НПО «Сатурн».
В 2024 году был доверенным лицом Владимира Путина на президентских выборах в России.

## Санкции
В октябре 2022 года, из-за российского вторжения на Украину, был внесен в санкционные списки Канады за «причастность в распространении российской дезинформации и пропаганды». 20 мая 2025 года попал в санкционный список стран Евросоюза как директор компании которая «выпускает двигатели для военных самолетов Су-30, Су-35 и Су-57, которые используются ВС РФ в агрессивной войне против Украины».

## »Примечания
1. ↑  ныне город Рыбинск, Ярославская область, Российская Федерация
2. ↑  «Это награда всего коллектива». Виктор Поляков — о присвоении звания «Герой Труда» // Черемуха. Дата обращения: 1 мая 2021. Архивировано 1 мая 2021 года.
3. ↑  Указ Президента Российской Федерации «О присвоении звания Героя Труда Российской Федерации» от 30 апреля 2021 года // Президент России. Дата обращения: 1 мая 2021. Архивировано 1 мая 2021 года.
4. ↑  Путин в преддверии 1 Мая присвоил звание Героев Труда пятерым россиянам // РБК. Дата обращения: 1 мая 2021. Архивировано 1 мая 2021 года.
5. ↑  Иноземцев А. А. К 70-летию Виктора Полякова. // «Крылья Родины». — 2023. — № 3-4. — С. 50-53.
6. ↑  Губерниев, Чичерина и Гармаш вошли во вторую часть списка доверенных лиц Путина. ТАСС (29 января 2024). Дата обращения: 30 января 2024. Архивировано 29 января 2024 года.
7. ↑  Ротенберг, Губерниев, Великая, Алекно, Позднякова, Брусникина, Олюнин вошли в список доверенных лиц Путина на выборах президента России (30 января 2024). Дата обращения: 30 января 2024. Архивировано 30 января 2024 года.
8. ↑  О регистрации доверенных лиц кандидата на должность Президента Российской Федерации Владимира Владимировича Путина (недоступная ссылка — история). cikrf.ru (29 января 2024). Дата обращения: 30 января 2024.
9. ↑  В санкционные списки Канады вошли Машков, Певцов и Канделаки. Радио Свобода. Дата обращения: 17 октября 2022. Архивировано 17 октября 2022 года.
10. ↑  Global Affairs Canada. Regulations Amending the Special Economic Measures (Russia) Regulations. GAC (9 августа 2022). Дата обращения: 17 октября 2022. Архивировано 17 октября 2022 года.
11. ↑  Council Implementing Regulation (EU) 2025/933 of 20 May 2025 implementing Regulation (EU) No 269/2014 concerning restrictive measures in respect of actions undermining or threatening the territorial integrity, sovereignty and independence of Ukraine (англ.). EUR-Lex (20 мая 2025). Дата обращения: 20 мая 2025.